# Coelorinchus scaphopsis
Coelorinchus scaphopsis är en fiskart som först beskrevs av Gilbert, 1890.  Coelorinchus scaphopsis ingår i släktet Coelorinchus och familjen skolästfiskar. Inga underarter finns listade i Catalogue of Life.